# Comcast Building
Das Comcast Building, bis 1. Juli 2015 GE Building (nach General Electric) und zuvor RCA Building, ist ein Wolkenkratzer in New York City und beherbergt das Rundfunknetzwerk NBC sowie den Hauptsitz des Medienunternehmens NBCUniversal. Das Comcast Building ist mit der Adresse „30 Rockefeller Plaza“ Teil des Rockefeller Centers.

## Beschreibung
Das Comcast Building befindet sich an der Rockefeller Plaza zwischen der Fifth und Sixth Avenue sowie 49th und 50th Street in Midtown Manhattan. Nach seiner Fertigstellung im Jahr 1933 war es unter der ersten Bezeichnung „RCA Building“ mit seiner Höhe von 259,1 Metern (850 Fuß) 36 Jahre lang das fünfthöchste Gebäude der Welt nach dem Empire State Building (381 Meter, mit Antenne 443 Meter), dem Chrysler Building (319 Meter) und dem American International Building (290 Meter) sowie dem Bank of Manhattan Building (heute 40 Wall Street) (283 Meter). Zurzeit (Stand Juni 2024) ist es noch das 35-höchste Gebäude in New York City. Das Gebäude besitzt insgesamt 70 Etagen, davon 67 für Büroflächen und drei Observationsdecks, sowie 60 Aufzüge.
Die obersten Geschosse sind mit drei offenen Observationsdecks versehen, die oberste „Top of the Rock“ genannte Aussichtsplattform in der 70. Etage bildet die krönende Spitze des Wolkenkratzers. Die Aussichtsplattformen bieten einen unvergleichlichen Panoramablick auf New York und New Jersey und sind eine Besucherattraktion. Seit der Eröffnung des Gebäudes entstanden hier zahlreiche bekannte und berühmte Fotos mit New Yorker Stadtansichten, insbesondere Richtung Südwesten zum Empire State Buildung und nach Downtown Manhattan. Die Aussichtsplattformen sind über einen eigenen Eingang in der 50th Street zugänglich, wo zwei Aufzüge direkt in den 67. Stock fahren.

## Kultur
- Beim Bau des RCA Building entstand das berühmte Foto Lunch Atop a Skyscraper von Charles C. Ebbets, der den gesamten Bau dokumentierte.
- Auf der Aussichtsplattform „Top of the Rock“ entstand eine der Schlussszenen des Thrillers Der Plan von 2011 mit Emily Blunt und Matt Damon.
- Die Sitcom 30 Rock (2006–2013) spielt hinter den Kulissen einer im Comcast Building produzierten Show und bezieht sich auf hier ansässige Firmen wie NBC und General Electric. Der Titel der Sitcom entstammt der Adresse 30 Rockefeller Plaza.

## Ansichten

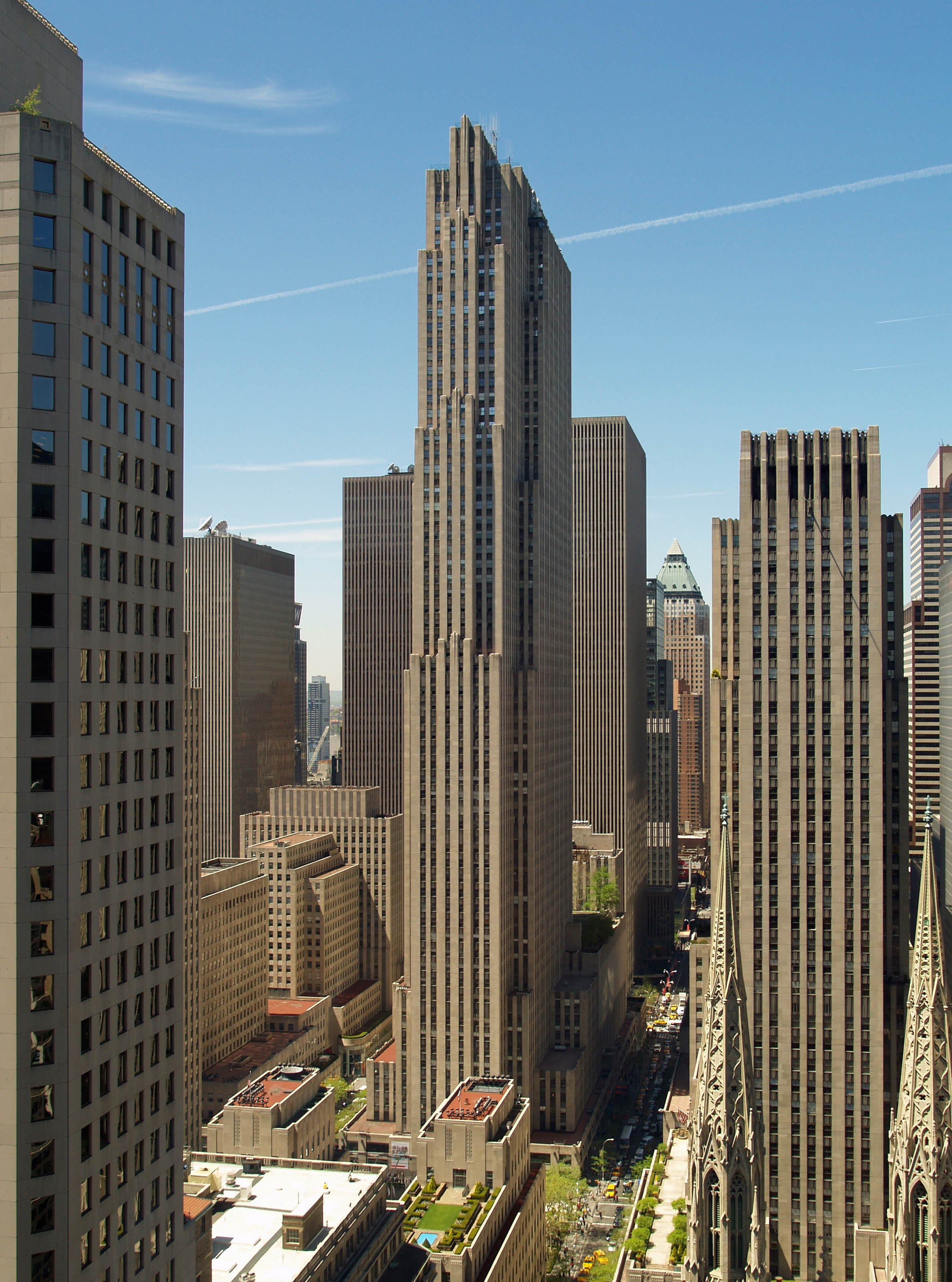
Die Schmalseite des Wolkenkratzers
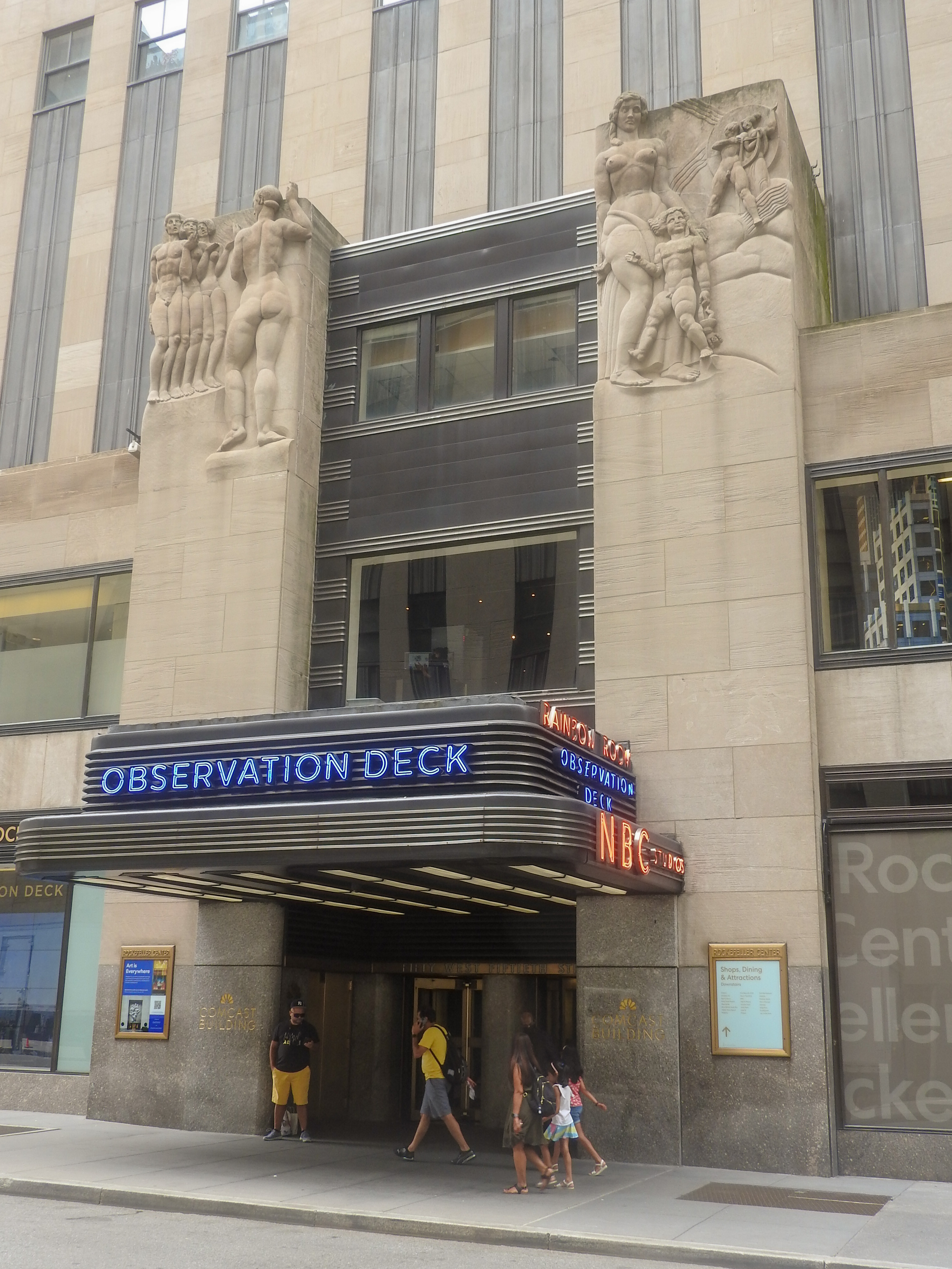
Eingang der NBC-Studios (W 50th Street)
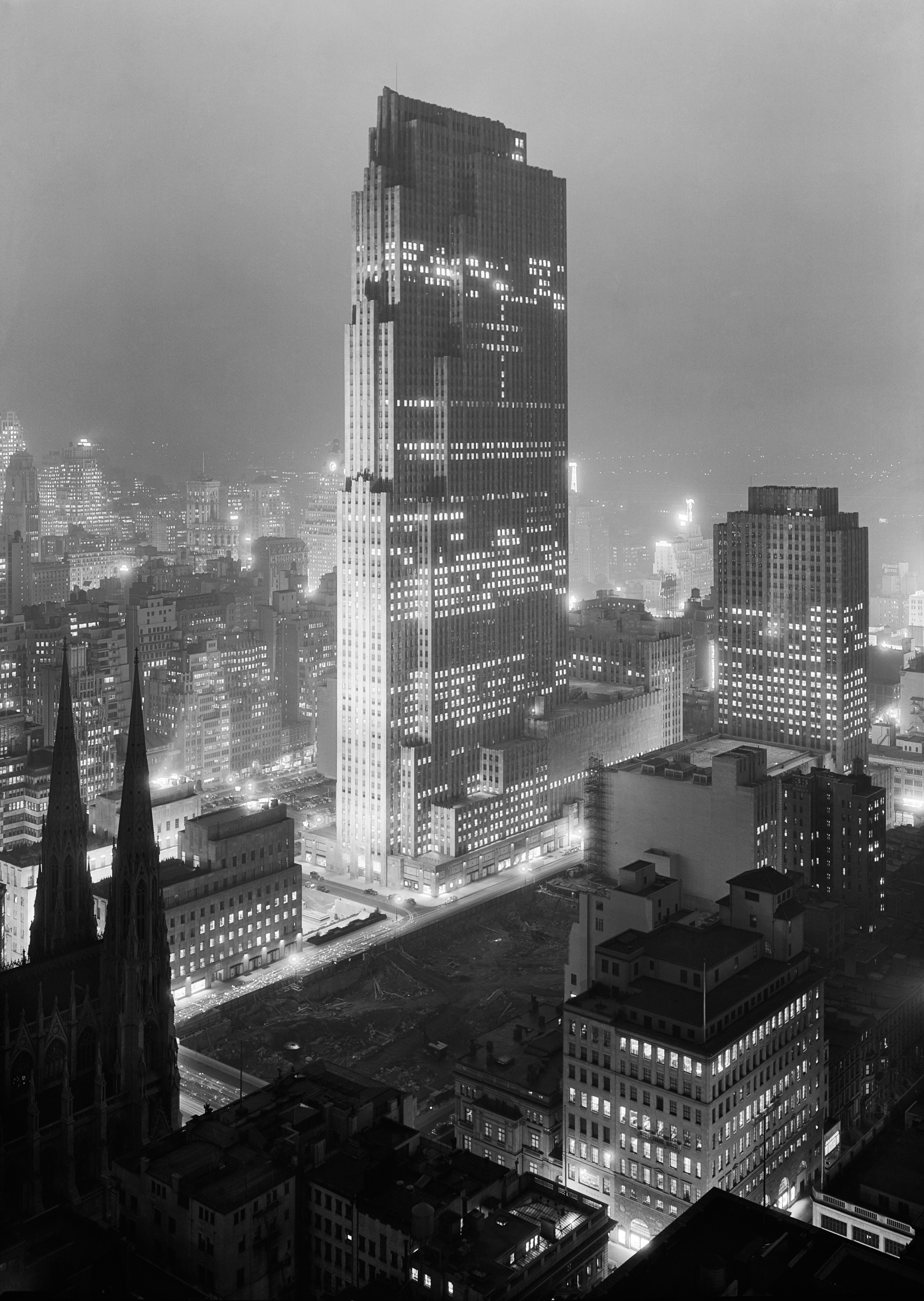
Das RCA Building nach der Fertigstellung 1933
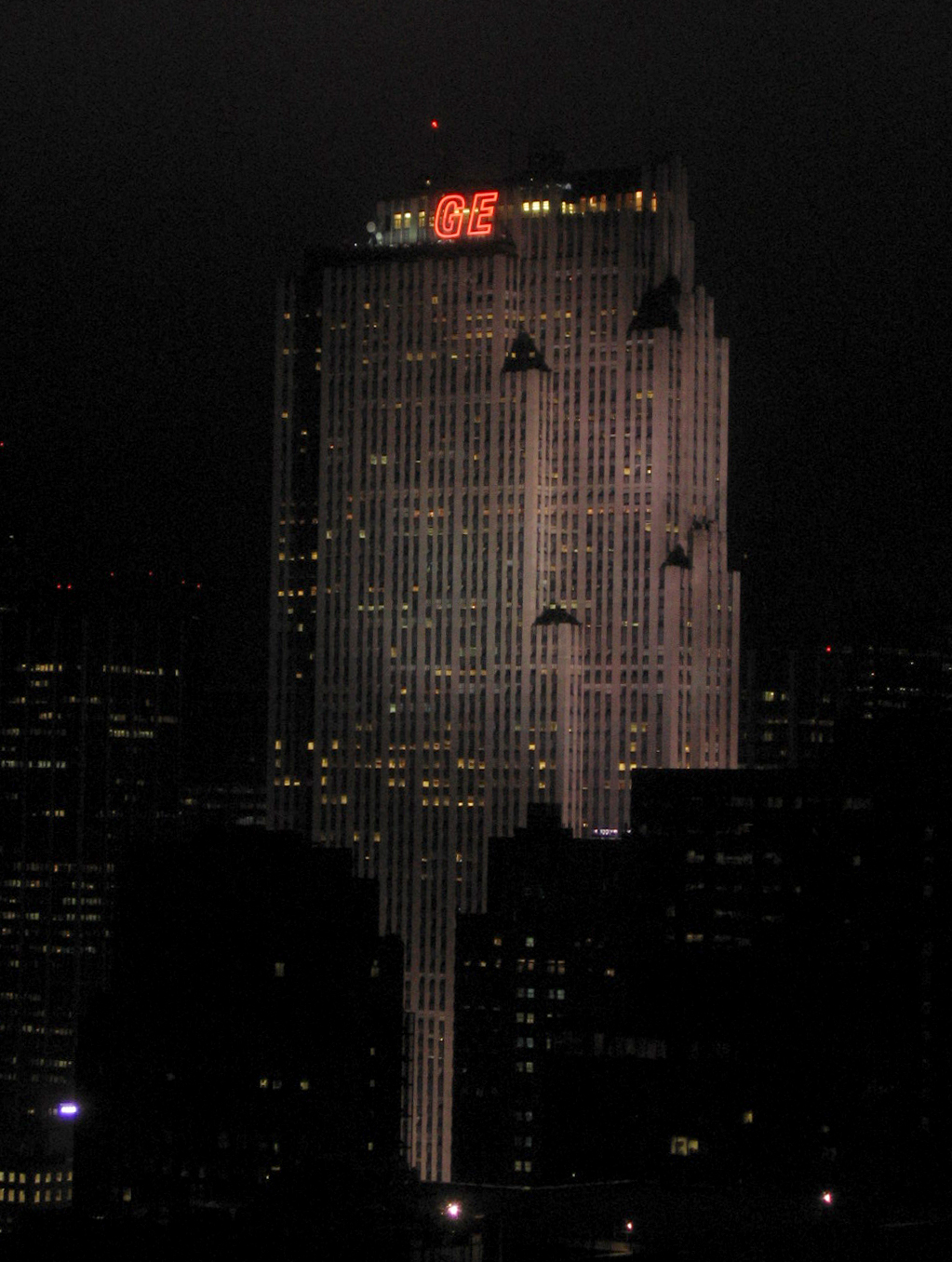
GE Building bei Nacht
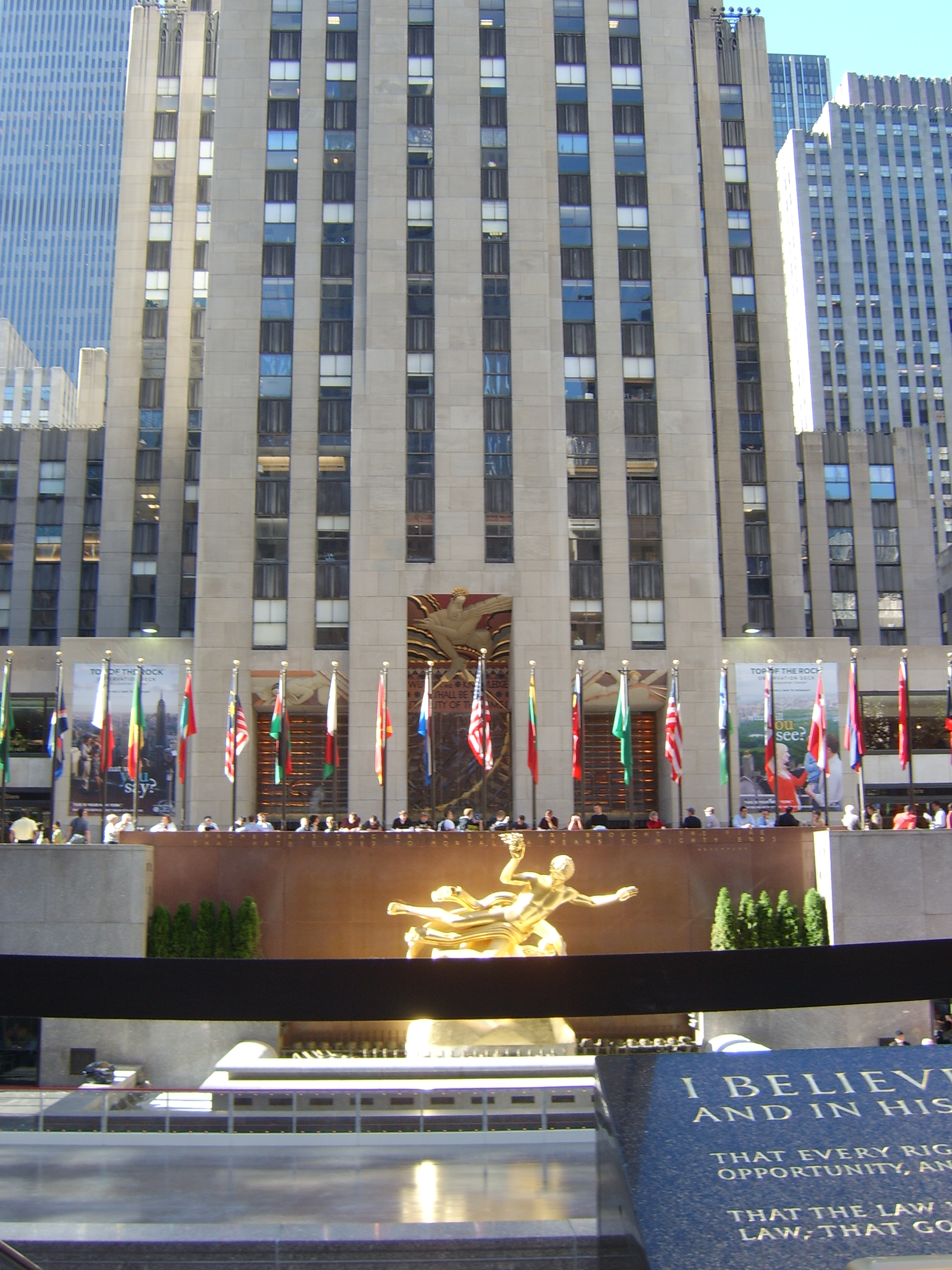
Der Eingangsbereich
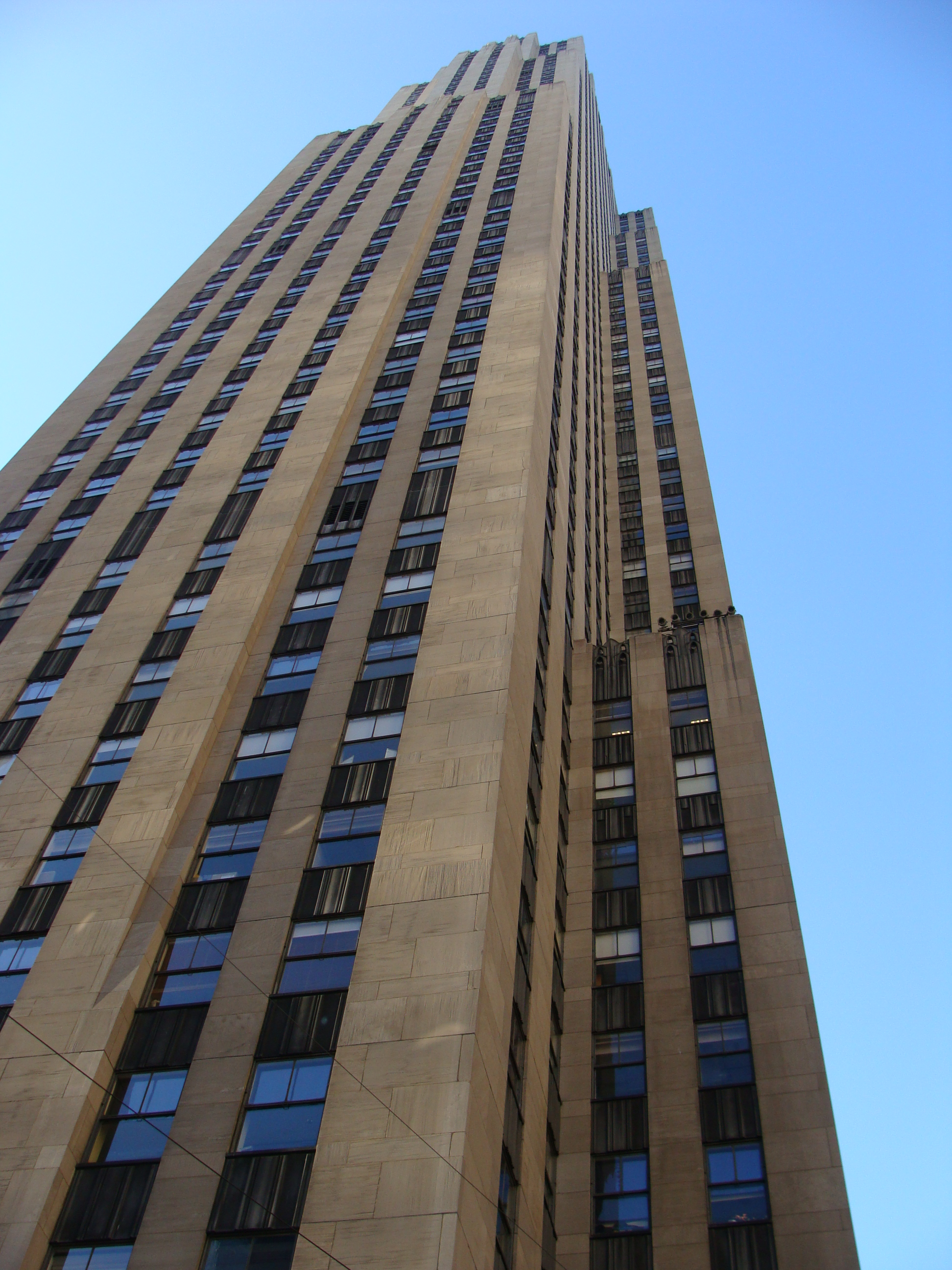
Blick von unten
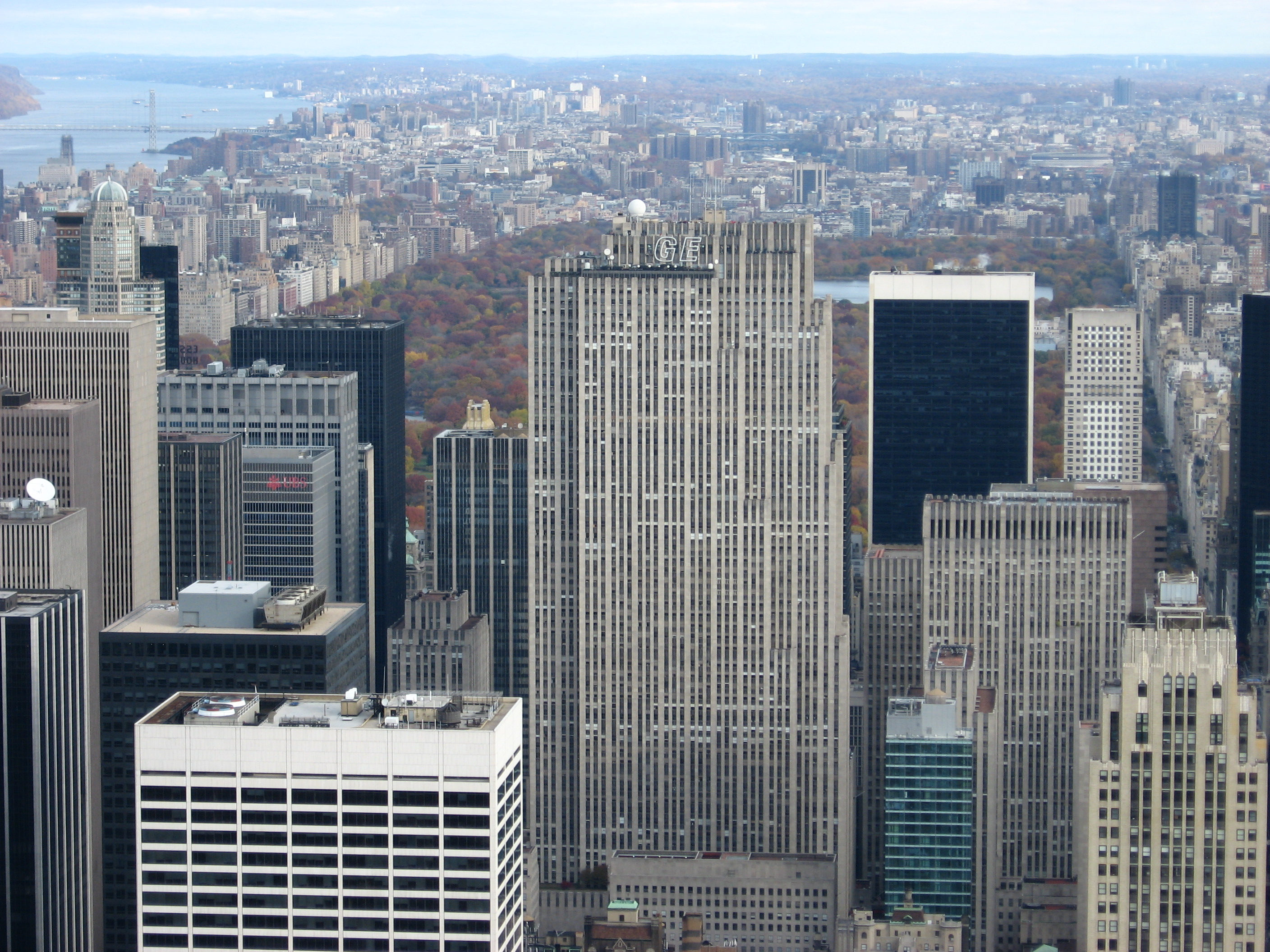
Blick vom Empire State Building 2007
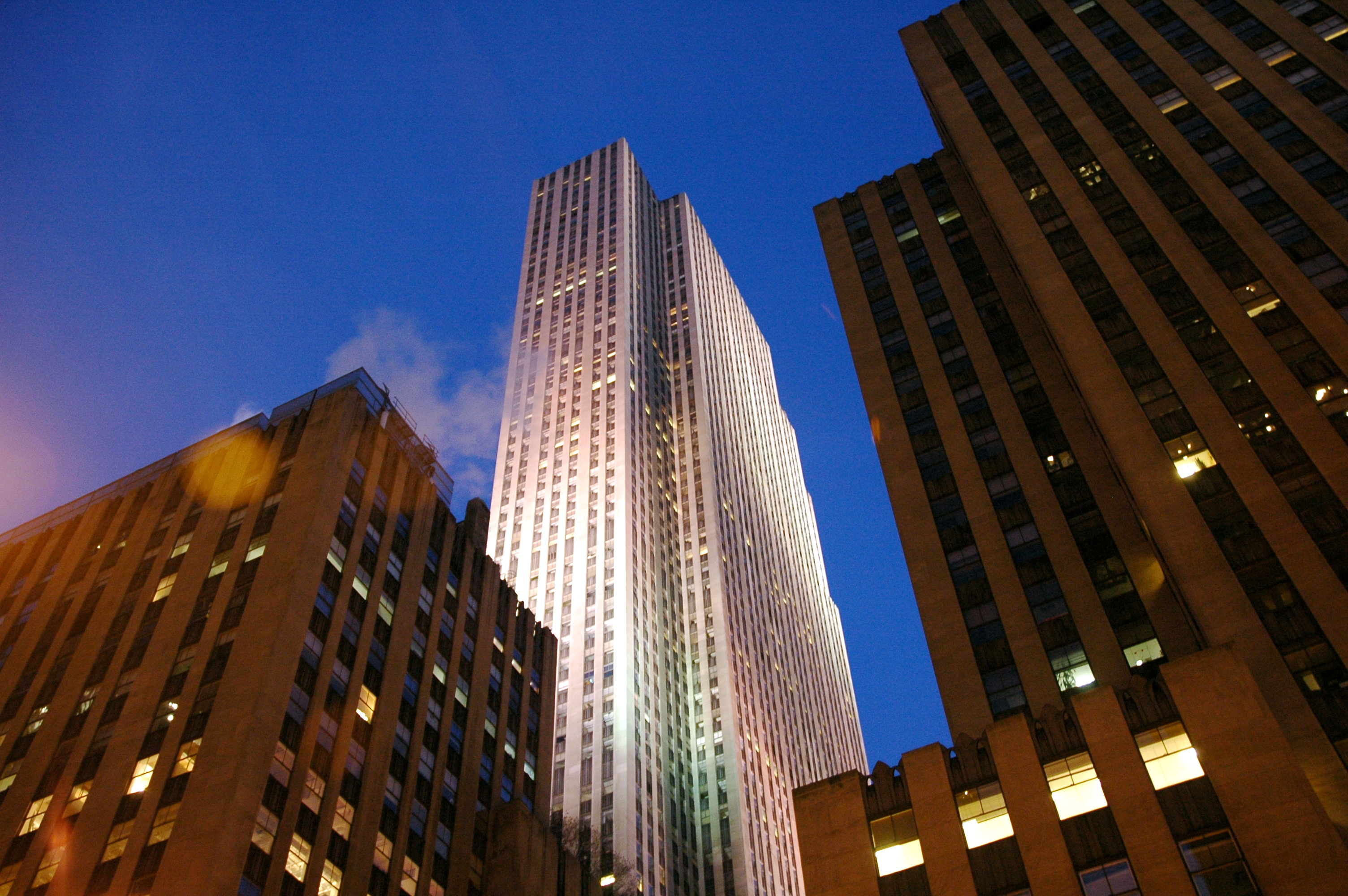
GE Building am Abend
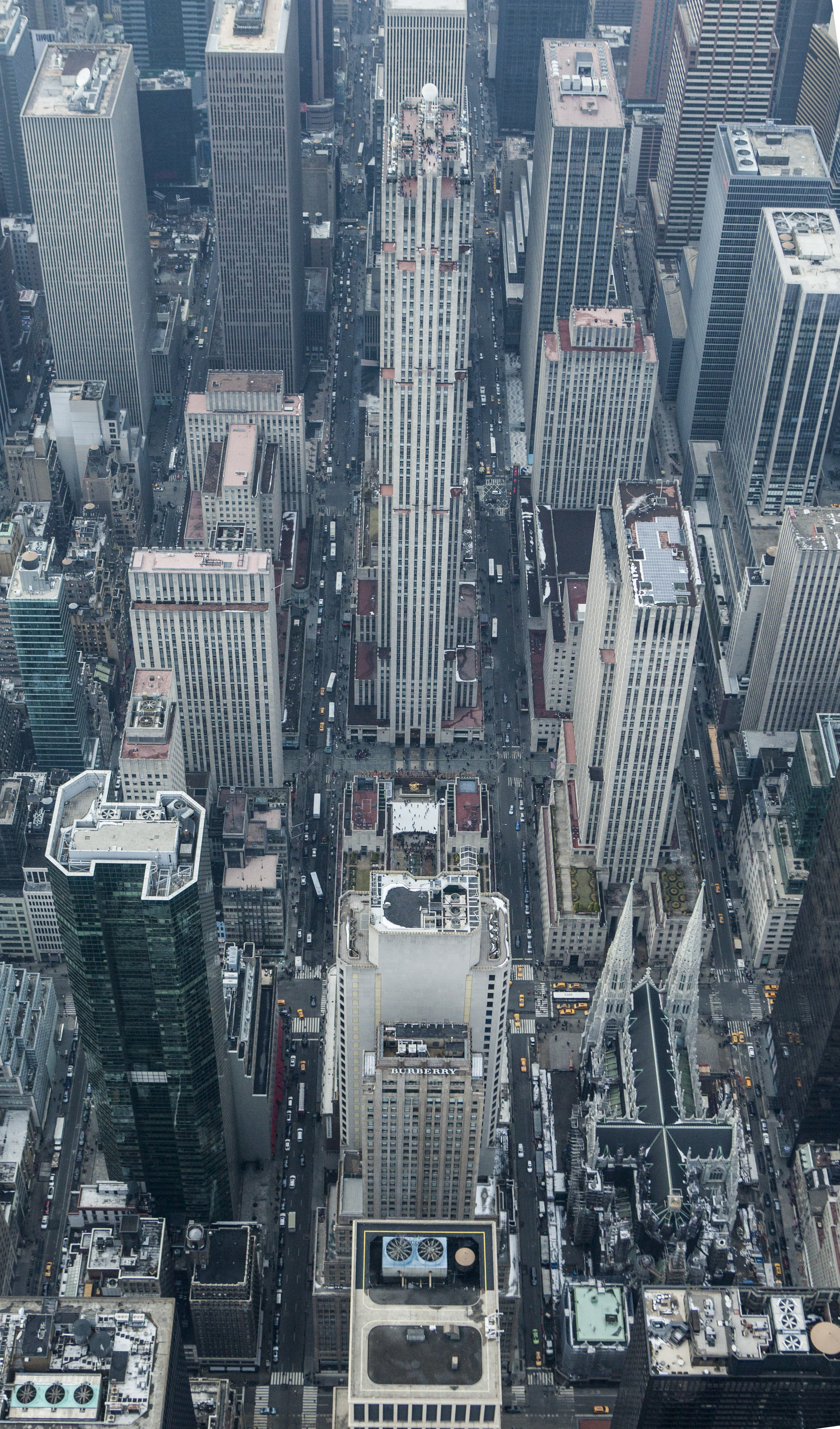
Luftbild vom 21. März 2015
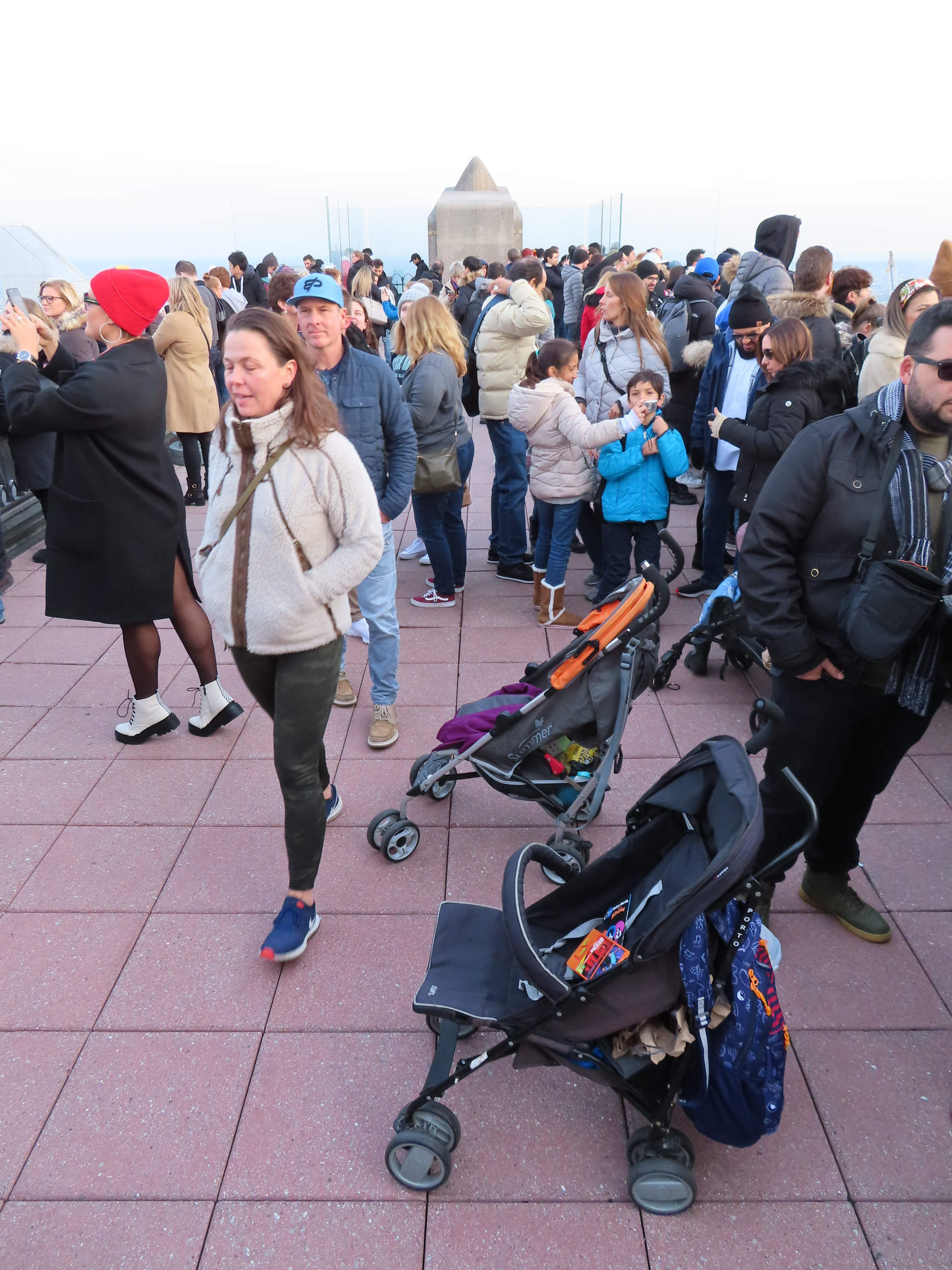
Oberste Plattform „Top of the Rock“ Ende 2019
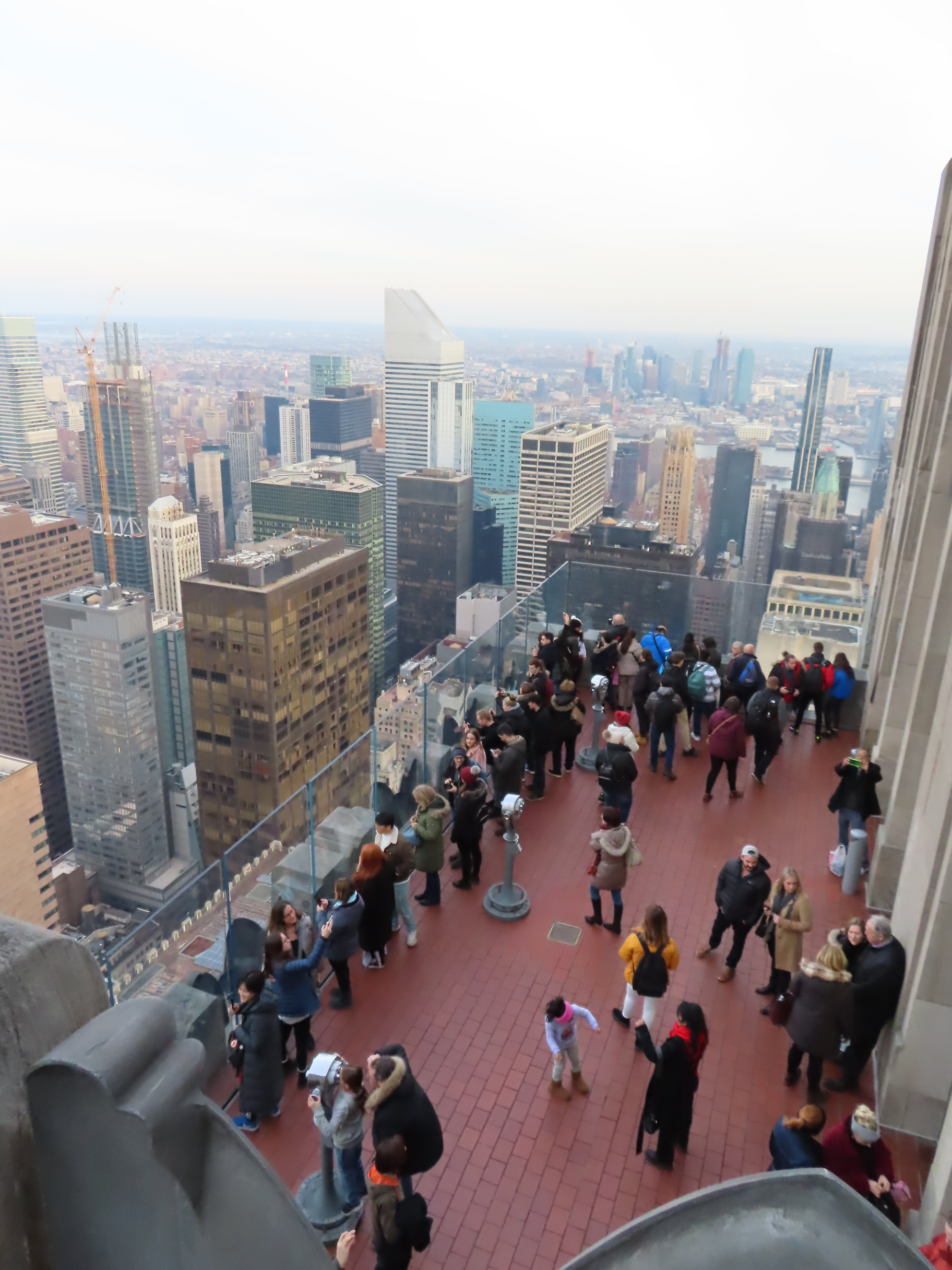
Blick auf die erste (unterste) Plattform
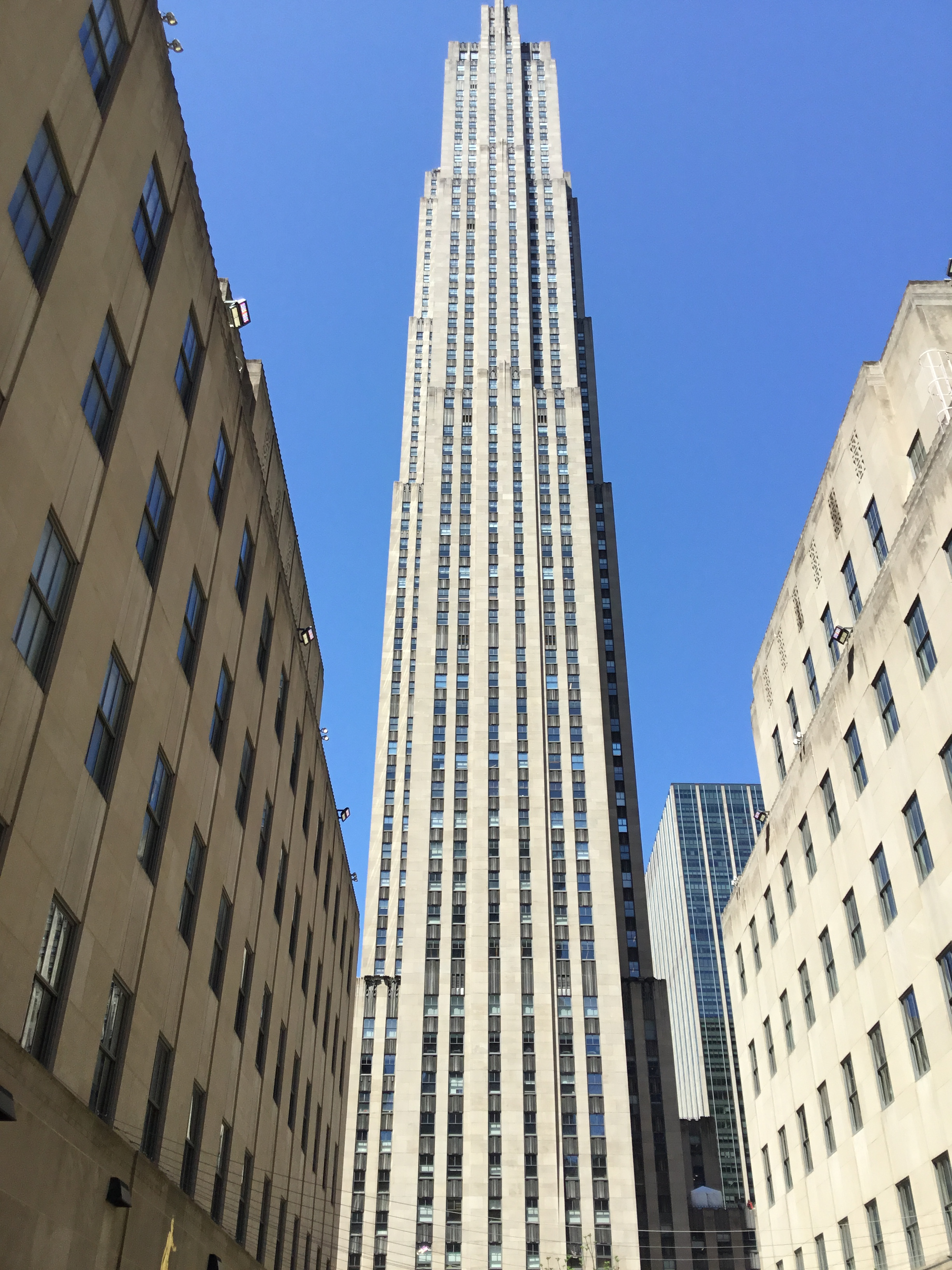
Weltbekannte Ansicht von der Fifth Avenue